# Hiperandrogenismo
Hiperandrogenismo o exceso de andrógenos es una condición médica caracterizada por niveles excesivos de andrógenos y la exacerbación de sus efectos asociados en el cuerpo. Es una trastorno endócrino común en mujeres en edad reproductiva, con una prevalencia de 5 a 10 %.
El hiperandrogenismo es un desafío diagnóstico complejo, tanto para el médico práctico como para el investigador clínico. Las manifestaciones clínicas y los resultados de laboratorio acercan al diagnóstico.
El hiperandrogenismo es uno de los síntomas primarios del síndrome de ovario poliquístico (SOP). En tales casos, se presenta con síntomas como acné y seborrea, es frecuente en mujeres adolescentes y es a menudo asociado con ciclos menstruales irregulares. En la mayoría de las instancias estos síntomas son transitorios y reflejan la inmadurez del eje hipotálamo-hipófiso-ovárico durante los primeros años posteriores a la menarca. Aproximadamente tres de cada cuatro pacientes con SOP (según criterios de diagnóstico del NIH/NICHD 1990) presentan hiperandrogenismo, siendo la testosterona libre el principal marcador predictivo con aproximadamente 60% de los pacientes con niveles por encima de la normal.
El hiperandrogenismo puede también ser resultado de una producción excesiva de andrógenos a nivel adrenal o gonadal a causa de adenomas adrenales, carcinomas o hiperplasias, tumores de células de Leydig en hombres, y arrenoblastomas en mujeres.

## Fisiopatología
La hormona más relevante en la clínica del hiperandrogenismo es la testosterona, que se convierte periféricamente en dihidrotestosterona (DHT), que es su forma biológicamente activa.
 
En las mujeres durante los años reproductivos, las dos fuentes de andrógenos son las  suprarrenales y los ovarios. Se estima que el 33% de la testosterona circulante es producida por las células de la teca de los ovarios. 
La testosterona es convertida por la enzima 5-α reductasa en dihidrotestosterona (DHT) tanto en la célula de la granulosa del ovario como en los tejidos periféricos.
Afecciones que provocan hiperandrogenismo en mujeres: 
- Hiperplasia suprarrenal congénita (HSC): deficiencia de 21-hidroxilasa o 11 β-hidroxilasa.
- Deficiencia de 3 β-hidroxiesteroide deshidrogenasa.
- Deficiencia de 5 α-reductasa tipo 2.
- Síndrome de insensibilidad a los andrógenos (SIA).
- DSD ovotesticular (anteriormente llamado “hermafroditismo verdadero”).
- Deficiencia de 17 β-hidroxiesteroide deshidrogenasa tipo 3 (17 β-HSD3 ).
- Síndrome de ovario poliquístico (SOP).[6]

## Signos. Síntomas
La síntesis de andrógenos en la mujer se produce en las glándulas suprarrenales, en el ovario y en los tejidos diana periféricos para la acción androgénica (piel, músculo y tejido adiposo).

En las mujeres los signos y síntomas del hiperandrogenismo frecuentemente incluyen acné, pérdida de cabello (alopecia androgenética), excesivo desarrollo del vello corporal y facial (hirsutismo), libido atípicamente alta y atrofia mamaria entre otros. En conjunto, estos síntomas son descritos como virilización.
El manejo de los síntomas de hiperandrogenismo como la alopecia androgenética incluyen el uso de antiandrógenos como el acetato de ciproterona, e espironolactona, y flutamida.
Existen principalmente dos tipos de hiperandrogenismo:
- Absoluto: elevada cantidad de estrógenos y escasa de progesterona. Por ello, no cabe posibilidad de ser compensada la alta concentración de estrógenos por progesterona.
- Relativo: los niveles de estrógenos son adecuados. Sin embargo, existen niveles insuficientes de progesterona. Por lo tanto, no se compensan ambos niveles hormonales.

## Tratamiento
La síntesis de andrógenos en la mujer se produce en las glándulas suprarrenales, en el ovario y en los tejidos diana periféricos para la acción androgénica (piel, músculo y tejido adiposo).

El aumento de la producción de andrógenos tiene su origen en: las glándulas suprarrenales, ovario o en ambos, o por el aumento de la actividad de la enzima 5α-reductasa en tejidos periféricos, o en la sobreexpresión del gen receptor de andrógenos. 
Otras causas pueden ser hiperinsulinismo, hipotiroidismo, exceso de GH, exceso de cortisol o causas iatrogénicas.
- Tratamiento del hiperandrogenismo con anticonceptivos hormonales combinados (ACO).
- Tratamiento con antiandrógenos.
- Tratamiento del hiperandrogenismo con glucocorticoides.
- Fármacos insulinosensibilizadores: rol en el tratamiento del hiperandrogenismo por síndrome de ovario poliquístico.
- Tratamiento de la infertilidad en el hiperandrogenismo.

## Hiperandrogenismo en deportes de competencia
En el año 2013 las competencias deportivas internacionales y Juegos Olímpicos no se permitía la participación dentro de la categoría femenina, si una atleta mujer superaba  determinados límites convenidos de hormonas androgénicas, bajo el fundamento de que dicha condición le podía conferir una ventaja injusta. 

El límite superior permisible de testosterona fue fijado en 10 nmol/L, tomando como base un estudio que incluyó a todas las mujeres que compitieron en los Campeonatos Mundiales en 2011 y 2013. 

El 99 % de las atletas femeninas en dichas competencias presentaron niveles de testosterona por debajo de 3.08 nmol/L, siendo el límite superior de 10 nmol/L, unas 3  veces superior a los niveles de testosterona del 99 % de las mujeres competidoras de élite. 

Otro estudio externo de los perfiles endocrinos de 693 atletas de élite publicado en 2014 halló que mientras el 13.7  % de atletas femeninas tuvieron altos niveles de testosterona, el 16.5% de los hombres presentó niveles de testosterona bajos. Los autores notaron una superposición total entre ambos sexos y propusieron que, la definición del Comité Internacional Olímpico en función de «niveles normales de testosterona» era insostenible. 

En septiembre de 2014 Dutee Chand, velocista de India que fue impedida de participar en una competencia con otras corredoras por la Asociación Internacional de Federaciones de Atletismo (IAAF), apeló contra el reglamento solicitando ser reintegrada.

En julio de 2015, el Tribunal de Arbitraje Deportivo (Tribunal Arbitral du Sport TAS) suspendió la prohibición dictada por la IAAF restableciendo el derecho de competir de Chand. Se otorgaron dos años a la IAAF para presentar evidencia científica que sostenga la prohibición impuesta, y en ausencia de justificación la prohibición fue declarada nula.
| Año   | Concentración nanomoles por litro (nM/L) |
| 2013. | 15                                       |
| 2016. | 10 nmol/L                                |
| 2019. | 5 nmol/L                                 |
| 2023. | 2,5 nmol/L                               |

En 2016 la atleta Caster Semenya poseía niveles de testosterona similares a los de un hombre y la Asociación Internacional de Atletismo la consideraba una atleta intersexual bilógica.
Un estudio de la IAAF (2011-2013) probó que las atletas intersexuales, que producen testosterona en exceso, tienen ventaja en varias modalidades atléticas femeninas. 
Los niveles de testosterona más altos, determinaron una mejora considerable en el rendimiento de las atletas, con un incremento del 2.7 % en los 400 metros planos, 2.8% en los 400 metros con vallas, 1.8% en los 800 metros, 4,5% en el lanzamiento con martillo y un 2.9 % en el salto con pértiga.

El 8 de mayo de 2019, entró en vigor la normativa del Tribunal de Arbitraje Deportivo (TAS) que obligará a las atletas mujeres con hiperandrogenismo, a reducir sus niveles actuales de testosterona, para poder competir en pruebas femeninas. 

La Asociación Internacional de Federaciones de Atletismo (IAAF, por sus siglas en inglés) puso un límite para los deportistas con DSD  Disorders of Sexual Differentiation. 
La IAAF impone un control sobre los niveles de testosterona que pueden tener las corredoras, que en el caso de las atletas con DSD es alto.

La normativa obligaba en 2019 a las atletas a reducir sus niveles de testosterona por debajo de los 5 nanomoles por litro de sangre, si querían seguir compitiendo en categoría femenina.

En 2023 el World Athletics Council (Consejo Mundial de Atletismo) actualizó las regulaciones para que las atletas transgénero y Differences of Sex Development DSD en inglés), compitieran en la categoría femenina.

Para las atletas con DSD, las nuevas regulaciones requieren que ellas reduzcan sus niveles de testosterona por debajo de 2,5 nmol/L durante un mínimo de 24 meses para competir internacionalmente en la categoría femenina en cualquier evento, no solo en los eventos que estaban restringidos (de 400 m hasta  una milla).